# Lycksele flygplats
Lycksele flygplats (IATA: LYC, ICAO: ESNL) är en regional flygplats och belägen cirka 5 km från Lycksele centrum, mitt i Västerbottens län. Flygplatsen ägs och drivs av Lycksele Airport AB som ägs av Lycksele kommun. Driftbolaget marknadsför flygplatsen som Lycksele Airport.

## Flygtrafik
Nextjet blev ny operatör på flygplatsen under hösten 2008, efter att Rikstrafiken vid den senaste upphandlingen (2008) tilldelade bolaget flyguppdraget att förbinda denna del av Sverige med Stockholm. 
Den tidigare operatören var Skyways. Den 16 maj 2018 försattes Nextjet i konkurs och ställde in alla flygningar.
Trafikverket beslöt att från den 1 juli tilldela flygbolaget Amapola Flyg att trafikera linjen Lycksele-Stockholm (ARN). Amapola Flyg bytte år 2023 namn till Populair.  
Flygplatsen har haft följande antal passagerare:
| - År 2005: 23 403 - År 2006: 26 191 - År 2007: 26 929 - År 2008: 25 564 | - År 2009: 21 776 - År 2010: 21 460 - År 2011: 24 822 - År 2012: 21 695 | - År 2013: 19 507 - År 2014: 21 069 - År 2015: 20 023 - År 2016: 17 851 | - År 2017: 19 505 - År 2018: 14 201 - År 2019: 18 048 - År 2020: 6 530 | - År 2021: 7 655 - År 2022: 13 287 - År 2023: 17 216 |

### Destinationer och flygbolag
| Flygbolag | Destinationer     |
| --------- | ----------------- |
| Populair  | Stockholm-Arlanda |

## Till och från Lycksele flygplats
- Taxi och flygtaxi (förbokas) finns.
- Biluthyrning finns (firmor; Avis, Hertz, Circle K samt Mabi).
- Parkering för egen bil finns och är gratis.

Kommunhuvudorter som betjänas av Lycksele flygplats har följande vägavstånd:
- Bjurholm 94 km
- Lycksele 6 km
- Malå 88 km
- Norsjö 79 km
- Storuman 108 km
- Vindeln 81 km
- Åsele 92 km

## På flygplatsen
I avgångshallen finns en informationsdisk, samt ett café och en varuautomat.  
Det finns även möjlighet att koppla upp sig mot internet (för egen bärbar dator). 